# Шумов Павло Васильович
Павло Васильович Шумов (нар. 6 жовтня 1964, Ялта) — український та російський художник; член Національної спілки художників України з 2002 року, Міжнародного мистецького фонду з 2005 року, Спілки художників Росії з 2014 року та Міжнародної асоціації мистецтв AIAP UNESCO.

## Життєпис
Народився 6 жовтня 1964 року в місті Ялті (нині Автономна Республіка Крим, Україна). У 1978 році закінчив Ялтинську художню школу імені Федора Васильєва; у 1982 році — Художнє училище імені Бориса Йогансона при Інституті живопису, скульптури та архітектури імені Іллі Рєпіна в Ленінграді.
Живе та працює в Ялті. 

## Творчість
Працює в галузях станкового живопису (пише пейзажі, в тому числі морські, натюрморти, портрети) і станкової графіки. Серед робіт:
- «Клаундія» (1995);
- «Світанок» (1996);
- «Прикарпаття» (1996);
- «Володимирський собор у Херсонесі. Сутінки» (1998);
- «Біля зруйнованого храму» (1998);
- «Осінь у Коктебелі» (2004);
- «Ранок у Гурзуфі» (2004);
- «Весна» (2004);
- «У ялтинському порту» (2004);
- «Натюрморт із черешнею» (2004);
- «Натюрморт із самоваром» (2005);
- «Мис Мартьян. Початок літа» (2005);
- «Березень» (2005);
- «Літній вечір» (2005);
- «Ярослав» (2005);
- «Південна ніч» (2005);
- «Ранок» (2005);
- «Сонячний день» (2005);
- «Камені» (2005);
- «Золота троянда» (2005);
- «Дівчина з абрикосами» (2005);
- «Весна в Краснокам'янці» (2005);
- «Тюльпани» (2005);
- «Гурзуф. Літній вечір» (2005);
- «Перед світанком» (2005);
- «Після танцю» (2005);
- «Сонячний день» (2005);
- «Південна ніч» (2006);
- «Осінній полудень» (2006);
- «Натюрморт «Осіння ніч»» (2006);
- «На батьківщині Рєпіна. Чугуїв» (2006);
- «Полудень у Коктебелі» (2006);
- «Полудень у Стрілецькій бухті» (2006);
- «Після грози» (2006);
- «Осінній день» (2006);
- «Будиночок у горах» (2006);
- «Вечір у Севастополі» (2006);
- «До вечора» (2006);
- «Осіннє сонце» (2007);
- «Літній вечір» (2007);
- «Срібний ранок» (2007);
- «Вечірній променад. Егле» (2007);
- «Перше цвітіння» (2008);
- «Осінь на винограднику» (2008);
- «Ню» (2008);
- «Дівчина з віялом» (2008);
- «Теплий вечір» (2009);
- «Келих бордо» (2009);
- «Весняний ранок у Гурзуфі» (2009);
- «Початок весни» (2010);
- «Вечір» (2010).

Брав участь у численних міжнародних мистецьких виставках, пленерах, аукціонах в Україні, Росії, Польщі, Німеччині, Англії, Бельгії, Литві, Кіпрі, Чорногорії, Сполучених Штатах Америки. 
Роботи художника знаходяться у Лівадійському палаці, Львівській державній картинній галереї, Сімферопольському художньому музеї, Севастопольському художньому музеї імені Михайла Крошицького, Музеї Іллі Рєпіна у Чугуєві; у численних приватних колекціях, зокрема Володимира Путіна, Леоніда Кучми, Лі Пена та інших. 

## Відзнаки
- Медаль «За майстерність» і почесний диплом Міжнародного фонду «Культурне надбання» (2010, Санкт-Петербург; за особливі досягнення в образотворчому мистецтві та збереження традицій кримської школи живопису)[1];
- Почесна грамота Президії Верховної Ради Автономної Республіки Крим (2011; за значний особистий внесок у соціально-економічний і культурний розвиток АР Крим, багаторічну сумлінну працю та високий професіоналізм)[1];
- Заслужений художник Республіки Крим[2].